# Jennifer Luv
Jennifer Luv, född 10 oktober 1983 i Lima, är en peruansk skådespelare i pornografisk film.
Jennifer Luv medverkade i över 120 filmer från debuten 2002 till att hon lämnade branschen 2007. Hon gjorde bland annat många scener med Alex Sanders.